# There’s Really a Wolf
There’s Really a Wolf ist das erste Studioalbum des US-amerikanischen Rappers Russ. Es erschien am 5. Mai 2017. Russ nimmt hier neben seiner Rolle als Rapper auch die des Toningenieurs und des Produzenten ein.

## Entstehungsgeschichte
Auf dem Cover des Albums ist passend zum Titel ein Wolf zu sehen. Warum dies so ist erklärte Russ in einem Interview auf YouTube mit der Musik-Informationsplattform Genius. Hier erläutert er auch den Weg hin zum Album. Er sagte, dass der Arbeitsprozess hin zum Album schon begonnen hatte, bevor er sich auf der Musik-Plattform Soundcloud angemeldet hatte. Sein erster hochgeladener Song stammte aus dem Jahr 2014. Die Beweggründe, sich auf Soundcloud anzumelden und dort seine Musik hochzuladen, beschrieb er in oben genanntem Interview wie folgt:

„Es begann, bevor ich auf Soundcloud angemeldet war. Ich hatte elf Projekte draußen. Nach dem elften hatte ich vor das zwölfte zu machen. Aber als ich damit anfangen wollte dachte ich, ich kann nicht einfach ein weiteres Projekt veröffentlichen, dass dann wieder auf taube Ohren stößt.“

## Titelliste
Alle Titel wurden von Russ geschrieben und produziert.
| #  | Titel                    | Länge |
| -- | ------------------------ | ----- |
| 1  | I'm Here                 | 3:59  |
| 2  | The Stakeout             | 2:51  |
| 3  | Act Now                  | 3:09  |
| 4  | Cherry Hill              | 3:42  |
| 5  | Me You                   | 2:44  |
| 6  | Ride Slow                | 3:05  |
| 7  | Don't Lie                | 3:08  |
| 8  | Do It Myself             | 2:47  |
| 9  | I Wanna Go Down With You | 3:03  |
| 10 | Family & Friends         | 2:55  |
| 11 | What They Want           | 2:45  |
| 12 | Got This                 | 2:52  |
| 13 | No Turning Back          | 2:34  |
| 14 | Losin Control            | 3:57  |
| 15 | Scared                   | 2:59  |
| 16 | Back To You              | 3:27  |
| 17 | One More Shot            | 3:11  |
| 18 | Emergency                | 3:50  |
| 19 | Pull The Trigger         | 2:36  |
| 20 | MVP                      | 4:16  |

## Produktion
Auf seinem YouTube-Kanal DIEMONDOTCOM existieren zwei Videos, in denen er erklärt wie er die Instrumentals zu den Titeln Me You und What They Want erstellt hat. Aus den jeweiligen Videobeschreibungen geht zudem hervor, dass Russ die DAW „Logic“ von Apple verwendet. Er verwendet weder ein Keyboard, noch ein anderes physisches Instrument, um die Melodien und die Instrumente für seine Beats einzuspielen. Er bevorzugt die Laptop-Tastatur.

## Kritik
Das Hip-Hop-Magazin BACKSPIN vergab auf seiner Internetseite sechs von zehn möglichen Punkten. Entsprechend durchwachsen fiel das Schlussfazit aus:

„Auch wenn Russ sich auf "There’s Really a Wolf" als starker Rapper, Sänger und Produzent unter Beweis stellt, kann sein Debüt nur Bedingt überzeugen. Grund dafür ist die mangelnde inhaltliche Vielfalt [...].“

## Kommerzieller Erfolg
Das Album und die einzelnen Songs sind auf der Streaming-Plattform Spotify überaus erfolgreich. Die Titel What They Want und Losin Control wurden bereits über 100 Millionen Mal gestreamt. Die Titel Me You, Do It Myself und Pull The Trigger wurden jeweils über 35 Millionen Mal gestreamt.

### Chartplatzierungen
| ChartsChartplatzierungen       | Höchstplatzierung | Wochen |
| ------------------------------ | ----------------- | ------ |
| Vereinigte Staaten (Billboard) | 7 (84 Wo.)        | 84     |

| ChartsJahrescharts (2017)      | Platzierung |
| ------------------------------ | ----------- |
| Vereinigte Staaten (Billboard) | 81          |

| ChartsJahrescharts (2018)      | Platzierung |
| ------------------------------ | ----------- |
| Vereinigte Staaten (Billboard) | 83          |

### Auszeichnungen für Musikverkäufe
| Land/Region               | Auszeichnungen für Musikverkäufe (Land/Region, Auszeichnung, Verkäufe) | Verkäufe  |
| ------------------------- | ---------------------------------------------------------------------- | --------- |
| Neuseeland (RMNZ)         | 2× Platin                                                              | 30.000    |
| Vereinigte Staaten (RIAA) | 2× Platin                                                              | 2.000.000 |
| Insgesamt                 | 4× Platin ·                                                            | 2.030.000 |